# Gagybátor
Gagybátor este un sat în districtul Szikszó, județul Borsod-Abaúj-Zemplén, Ungaria, având o populație de 203 locuitori (2011). 

## Demografie
Componența etnică a satului Gagybátor
     Maghiari (69,82%)
     Romi (29,09%)
     Necunoscut (1,09%)
     Alții (1,09%)
Componența confesională a satului Gagybátor
     Reformați (44,33%)
     Romano-catolici (36,95%)
     Greco-catolici (6,9%)
     Necunoscută (11,82%)
Conform recensământului din 2011, satul Gagybátor avea 203 locuitori. Din punct de vedere etnic, majoritatea locuitorilor (69,82%) erau maghiari, cu o minoritate de romi (29,09%). Apartenența etnică nu este cunoscută în cazul a 1,09% din locuitori. Nu există o religie majoritară, locuitorii fiind reformați (44,33%), romano-catolici (36,95%) și greco-catolici (6,9%). Pentru 11,82% din locuitori nu este cunoscută apartenența confesională.